# 실피드 (비디오 게임)
실피드(Silpheed)는 1986년 게임아츠에서 PC-8801용으로 제작·발매한 슈팅 게임이다.
특징으로는 유사 3D 방식으로 매초 15프레임, 8색 그래픽, FM 3음 + PSG 3음의 총 12곡 배경음악, CSM모드 음성합성으로 목소리 구현, 조이스틱 대응, 적 캐릭터 45종에 공격패턴 60종, 좌우 5종의 무기선택으로 총 25종 조합 가능, 5인치 2D 디스켓 2장 737KB용량으로 6800엔에 발매되었다.
이후 FM-7, TRS-80 CoCo, PC, Apple IIGS, MEGA CD, PS2, Xbox360으로 컨버전되거나 리메이크되었다.

## 이식된 플랫폼간의 차이
- PC-8801판 : 1986년 12월 5일 발매, 오리지널판으로 와이어프레임 기법과 유사 3D기법을 사용하였고 FM 음원(YM-2203)의 음성 합성을 사용하였다.
- FM-7판 : 1988년 3월 19일 발매, FM-7 스펙에 맞춰 데모화면의 컬러수를 늘려 새로 만든 것외에는 게임내용은 PC-8801판과 같다.
- TRS-80 CoCo판 : 1988년 발매, 16kB 용량의 카트리지 방식으로 데모및 음악등의 게임요소가 대폭 삭제되었다.
- PC판 : 1988년 시에라 온라인에서 컨버전해서 발매, CGA, EGA, MCGA, PCjr, TANDY 그래픽 카드와 애드립, CMS 카드, 야마하 FB-01, IBM Music Feature Card, Tandy1000, 롤랜드 MT32 사운드 카드등의 폭넓은 하드웨어를 지원한다.
- Apple IIGS판 : 1988년 시에라 온라인에서 발매, Ensoniq ES5503 사운드가 특색, 그외에는 PC판과 동일하다.
- 메가 CD판 : 1993년 7월 30일 발매, 프리랜더링된 배경 화면과 시디 트랙으로 플레이되는 배경 음악등 거의 새롭게 리메이크되었다.
- 플레이스테이션 2판 : 2000년 9월 21일 캡콤 발매, 메가 CD판을 컨버전한 것으로 모든 그래픽이 실시간 랜더링으로 표시된다.
- 엑스박스 360판 : 2006년 9월 28일 PROJECT SYLPHEED라는 타이틀로 스퀘어에닉스에서 발매, 일인칭 게임으로 새롭게 리메이크되었다.

## 평가
| 평론 점수 | 평론 점수         |
| 평론사    | 점수              |
| --------- | ----------------- |
| CVG       | 85% (Sega CD)     |
| 드래곤    | (PC)              |
| EGM       | 30 / 40 (Sega CD) |
| ACE       | 905 / 1000 (PC)   |
| MegaTech  | 94% (Sega CD)     |
| Mega      | 89% (Sega CD)     |

| 수상     | 수상       |
| 평론사   | 수상       |
| -------- | ---------- |
| MegaTech | Hyper Game |